# Winter X Games 27
Winter X Games 27 – dwudziesta siódma edycja zimowych X Games. Została rozegrana w dniach 27–30 stycznia 2023 roku w ośrodku narciarskim Buttermilk w amerykańskim Aspen.

## Medaliści i medalistki
Listę medalistów i medalistek sporządzono na podstawie:

### Narciarstwo
| Konkurencja         | Złoto           | Srebro           | Brąz            |
| Big Air kobiet      | Megan Oldham    | Tess Ledeux      | Kirsty Muir     |
| Big Air mężczyzn    | Mac Forehand    | Teal Harle       | Birk Ruud       |
| Knuckle Huck        | Jesper Tjäder   | Matěj Švancer    | Colby Stevenson |
| Slopestyle kobiet   | Megan Oldham    | Mathilde Gremaud | Kirsty Muir     |
| Slopestyle mężczyzn | Colby Stevenson | Mac Forehand     | Ferdinand Dahl  |
| SuperPipe kobiet    | Zoe Atkin       | Rachael Karker   | Svea Irving     |
| SuperPipe mężczyzn  | David Wise      | Birk Irving      | Jon Sallinen    |

### Snowboarding
| Konkurencja         | Złoto                | Srebro               | Brąz             |
| Big Air kobiet      | Reira Iwabuchi       | Zoi Sadowski-Synnott | Laurie Blouin    |
| Big Air mężczyzn    | Marcus Kleveland     | Takeru Otsuka        | Su Yiming        |
| Knuckle Huck        | Marcus Kleveland     | Halldór Helgason     | Dusty Henricksen |
| Slopestyle kobiet   | Zoi Sadowski-Synnott | Tess Coady           | Kokomo Murase    |
| Slopestyle mężczyzn | Mark McMorris        | Marcus Kleveland     | Mons Røisland    |
| SuperPipe kobiet    | Choi Ga-on           | Maddie Mastro        | Cai Xuetong      |
| SuperPipe mężczyzn  | Scotty James         | Jan Scherrer         | Valentino Guseli |

## Tabela medalowa
| #      | Reprezentacja     | Złoto | Srebro | Brąz | Razem |
| ------ | ----------------- | ----- | ------ | ---- | ----- |
| 1.     | Stany Zjednoczone | 3     | 3      | 3    | 9     |
| 2.     | Kanada            | 3     | 2      | 1    | 6     |
| 3.     | Norwegia          | 2     | 1      | 3    | 6     |
| 4.     | Australia         | 1     | 1      | 1    | 3     |
| 4.     | Japonia           | 1     | 1      | 1    | 3     |
| 6.     | Nowa Zelandia     | 1     | 1      | 0    | 2     |
| 7.     | Wielka Brytania   | 1     | 0      | 2    | 3     |
| 8.     | Korea Południowa  | 1     | 0      | 0    | 1     |
| 8.     | Szwecja           | 1     | 0      | 0    | 1     |
| 10.    | Szwajcaria        | 0     | 2      | 0    | 2     |
| 11.    | Austria           | 0     | 1      | 0    | 1     |
| 11.    | Francja           | 0     | 1      | 0    | 1     |
| 11.    | Islandia          | 0     | 1      | 0    | 1     |
| 14.    | Chiny             | 0     | 0      | 2    | 2     |
| 15.    | Finlandia         | 0     | 0      | 1    | 1     |
| Ogółem | Ogółem            | 14    | 14     | 14   | 42    |